# ハイダル・アリー
ハイダル・アリー（カンナダ語: ಹೈದರ್ ಅಲಿ, テルグ語: హైదర్ అలీ, タミル語: ஐதர் அலி, マラヤーラム語: ഹൈദർ അലി, ヒンディー語: हैदर अली, ウルドゥー語: حيدر علی, Hyder Ali, 1717年以降1722年10月12日以前 - 1782年12月7日）は、南インドのカルナータカ地方、マイソール王国の軍総司令官（ダラヴァーイー）、首席大臣（サルヴァーディカーリー）。王国のイスラーム政権マイソール・スルターン朝の支配者（在位：1761年 - 1782年）でもある。ナワーブ・ハイダル・アリー・ハーン・バハードゥル（Nawab Hayder Ali Khan Bahadur）としても知られる。
18世紀後半、マイソール王国にヒンドゥー王朝のオデヤ朝に代わるイスラーム政権マイソール・スルターン朝を樹立し、王国を南インド一帯にまたがる大国とした。そのため、インドを植民地化しようとしていたイギリス勢力と衝突し、第一次マイソール戦争、第二次マイソール戦争で激しく争ったが、第二次戦争のさなか死亡した。
ハイダル・アリーはしばしば王とされているが、スルターンを名乗り王国の全権を掌握しただけで実際に王位を簒奪したわけではなく、その統治は二重統治であり、マイソール王国の「支配者」という形で扱われている。そのため、彼の傀儡のマイソール王として、クリシュナ・ラージャ2世、ナンジャ・ラージャ、チャーマ・ラージャ8世、チャーマ・ラージャ9世が存在したことは留意しなければならない。

## 生涯

### 幼少期・青年期

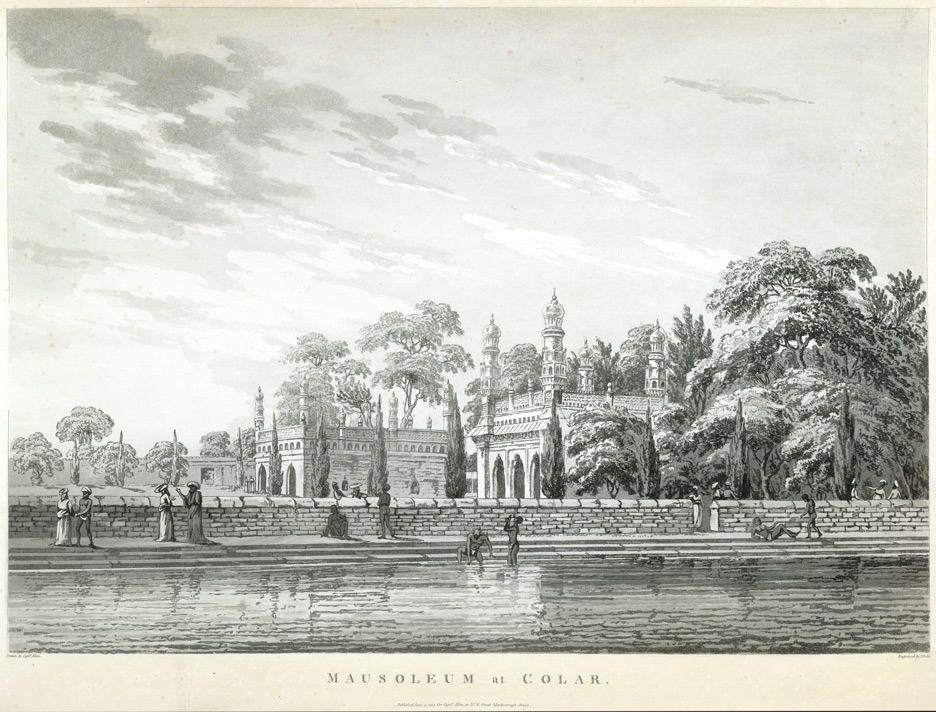
コーラールにあるハイダル・アリーの祖先の霊廟

1720年頃、ハイダル・アリーはマイソール王国の将軍ファトフ・ムハンマドの息子として生まれた。生年には諸説あり、1717年、1720年、1721年、1722年（あるいは同年10月12日）とさまざまだが、1717年から1722年の間に生まれたとされている。
ハイダル・アリーの家系は南インドを中心に活動する傭兵の家系であり、その家系はさかのぼるとアラビアのクライシュ族にあたるという。
父ファトフ・ムハンマドはデカン戦争におけるシェンジ包囲戦にも参加し、18世紀初頭にはマイソール王国の軍人となった。彼は最終的に王国の将軍となり、ブーディコーテにジャーギールを受けたが、1725年9月以前に戦死した。
ハイダル・アリーは幼少期はあまりよくわかっていないが、青年期に数年の間だがカルナータカ太守のもとに傭兵として仕え、そののち叔父を頼ってマイソール王国の首都シュリーランガパトナへと赴いた。また、逸話だが、彼は若いころには文字の読み書きができなかったといわれている。

### カーナティック戦争における活躍

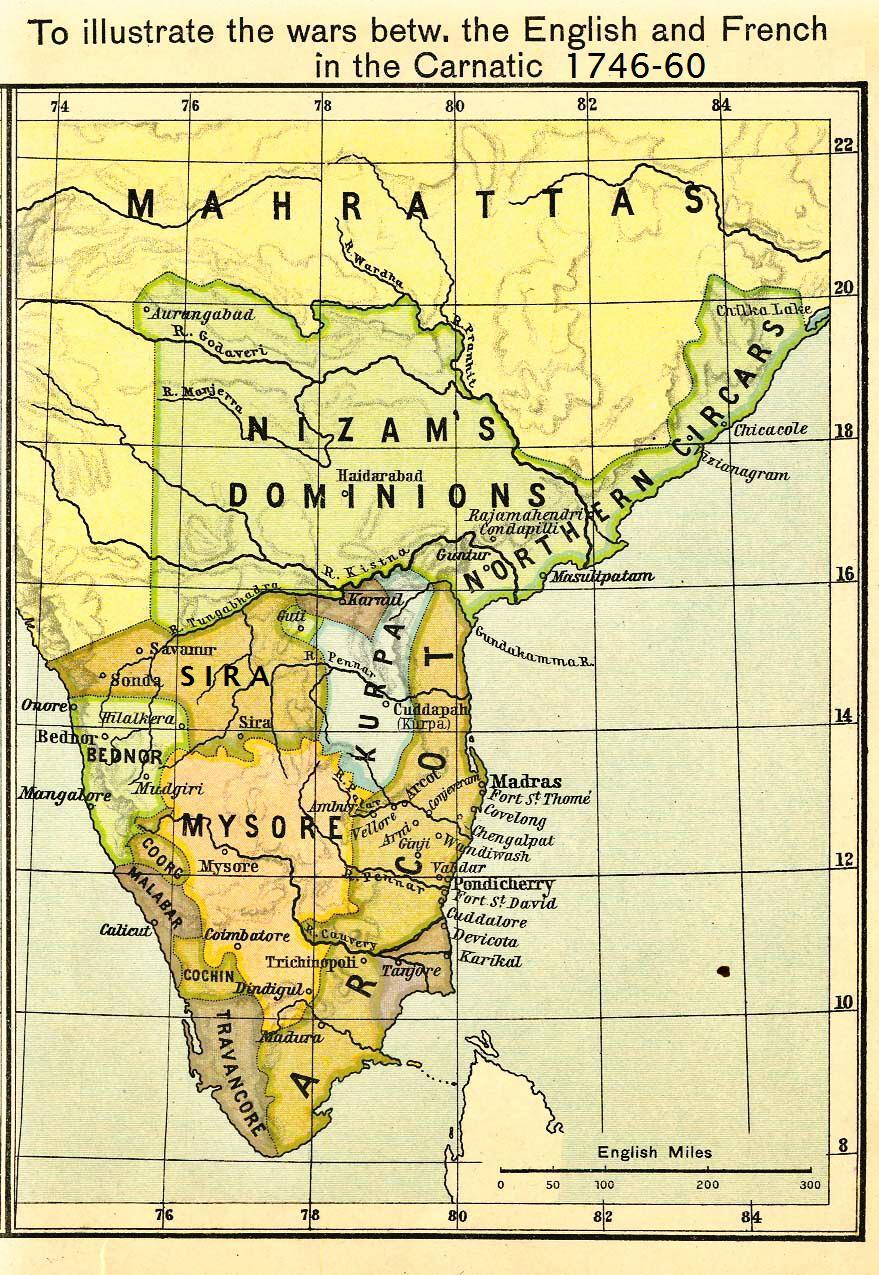
18世紀の南インドの情勢

ハイダル・アリーは王国の軍隊に入隊したのち、その軍事的才能をいかんなく発揮し、たちまちマイソール王国の将軍になった。彼は訪れる機会を巧みに利用できる人物でもあった。
1744年7月にカルナータカ太守サアーダトゥッラー・ハーン2世が殺されると、ニザーム王国のカマルッディーン・ハーン（アーサフ・ジャー）によって、ワッラー・ジャー家のアンワールッディーン・ハーンが新太守に任命された。
1748年、デカンのニザーム王国では君主アーサフ・ジャーが死亡し、息子のナーシル・ジャングが王位を継承したが、彼は甥のムザッファル・ジャングと争わなければならなかった。
1749年8月3日、フランス、チャンダー・サーヒブとムザッファル・ジャングの連合軍は、アンワールッディーン・ハーンをアンブールで破り殺害し（アンブールの戦い）、第二次カーナティック戦争が勃発した。
マイソール王国はナーシル・ジャングとムハンマド・アリー・ハーンの支援を決め、
ハイダル・アリーを指揮官にカルナータカ地方政権の領土へと遠征した。この際、同年にハイダル・アリーはムザッファル・ジャングの兵が籠るデーヴァナハッリ城を包囲し、これを落として自身の所領とした。
1752年のチャンダー・サーヒブ殺害後、マイソール王国はムハンマド・アリー・ハーンに要求したティルチラーパッリの割譲要求を断られたことで、途中でフランスと同盟した。
両国は戦争終了後もティルチラーパッリ周辺で争ったが、1755年4月にマイソール王国の首都シュリーランガパトナがマラーター王国軍に包囲されたため、ティルチラーパッリを諦めて撤退した。

### 王国内における権威の上昇

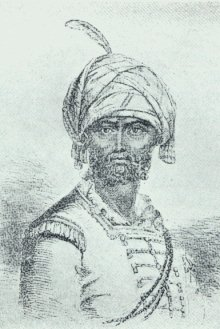
ハイダル・アリー

帰還後、ハイダル・アリーは王国内における権威は上昇する一方だった。
1755年から1756年にかけて、ハイダル・アリーはディンディガルとバンガロールの太守に任命され、これをジャーギールとし、歩兵3,000と騎兵1,500を与えられた。彼はこの軍団を使い、独自に他国への略奪遠征を行い、自身の懐を豊かにしたといわれる。
1757年、ハイダル・アリーはマラバール地方への軍事遠征によって、コインバートルのジャーギールを王国から与えられた。
1758年6月19日以降、ハイダル・アリーは王国の軍総司令官（ダラヴァーイー）に任命され、1759年までには国家の全権を掌握したという。マイソール王クリシュナ・ラージャ2世より、彼はファトフ・ハイダル・バハードゥル（Fath Hyder Bahadur）とナワーブ・ハイダル・アリー・ハーン（Nawab Hyder Ali Khan）の称号を授けられた。

### マラーターの脅威と失脚
ハイダル・アリーの権威の伸長と王国の領土拡大を恐れていたのは、デカン地方のマラーター王国であった。
1757年4月、マラーター王国の軍勢がマイソール王国の首都シュリーランガパトナを包囲した。このとき、ハイダル・アリーは遠征中だったが、マイソール王クリシュナ・ラージャ2世に呼び出され、シュリーランガパトナへと赴いた。
また、1758年にハイダル・アリーのジャーギールであるバンガロールをマラーター軍が包囲したが、ハイダル・アリーはこれを退けている。
一方、1759年にマイソール王国内でもハイダル・アリーが実権を握ったことで、王国内でも財務大臣のカンデー・ラーオなどハイダル・アリーに反対する一派がこれを脅威と見て、マラーターの助力で対応しようとした。
そのため、1760年8月22日 、ハイダル・アリーはマラーターと結んだ反ハイダル・アリー派による政変にあい、失脚した。彼はシュリーランガパトナを追放され、息子のティプー・スルターンといった家族などを人質とされた。

### 王国の実権掌握とマイソール・スルターン朝の樹立

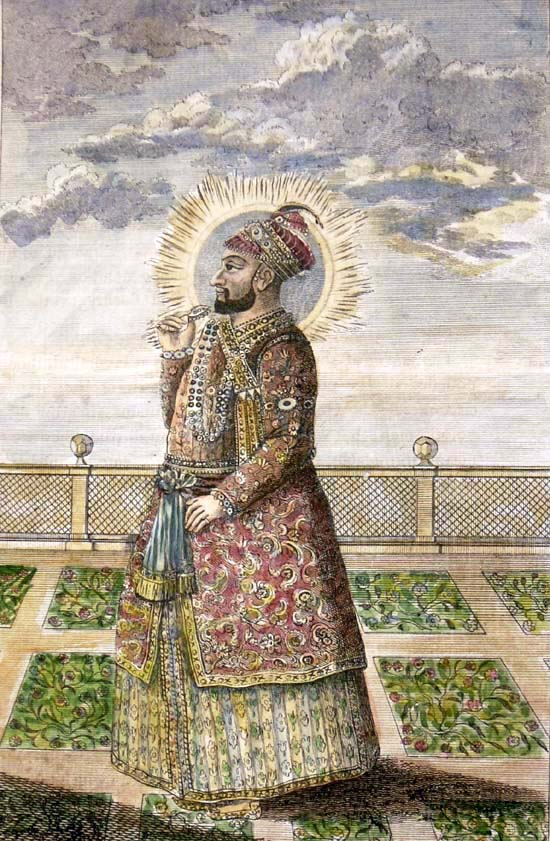
ハイダル・アリー

しかし、1761年1月14日にマラーター同盟軍が第三次パーニーパトの戦いで大敗すると、マイソール王国内にいたマラーター軍は撤収した。ハイダル・アリーはこの機を逃さずに各地の軍勢を集め、歩兵6,000人と騎兵3,000人とともにバンガロールから王都シュリーランガパトナへ向けて出陣した。
同年6月、ハイダル・アリーはカンデー・ラーオを破ってシュリーランガパトナに入城し、王国の実権を完全に掌握することに成功した。これにより、彼はマイソール王クリシュナ・ラージャ2世により王国の最高位である首席大臣（サルヴァーディカーリー）に任命された。
また、ハイダル・アリーはカンデー・ラーオをバンガロールに投獄したのをはじめ、多くの反対派を一掃し、王国の全権を一手に握ることとなった。
一方、マイソール王国にイスラーム政権を樹立したことで、ハイダル・アリーは世俗君主を意味する「スルターン」の称号を名乗るようになった。この称号を名乗ることは、ムガル帝国の皇帝シャー・アーラム2世にも認められていた。
これにより、マイソール王国にはヒンドゥーのオデヤ朝とは別に、イスラーム政権であるマイソール・スルターン朝が成立することとなった。とはいえ、ハイダル・アリーは宗教に比較的に寛容であり、彼の統治のはじめの方の文官、軍の指揮官や兵士のほとんどはヒンドゥー教徒だった。

### 各地の征服と王国の発展

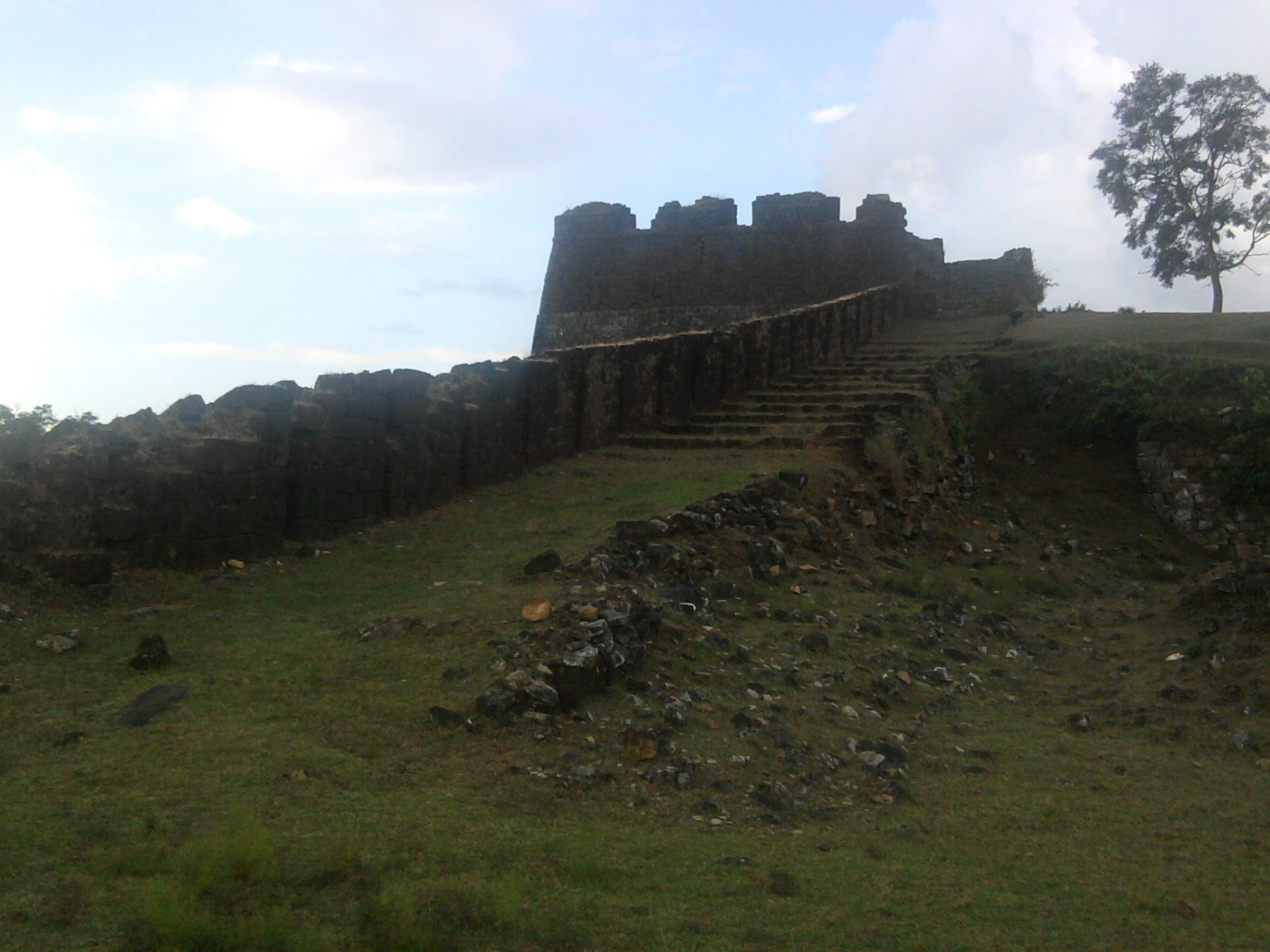
ハイダルナガル（現ナガラ）の城塞。もともとケラディ・ナーヤカ朝の居城であった。

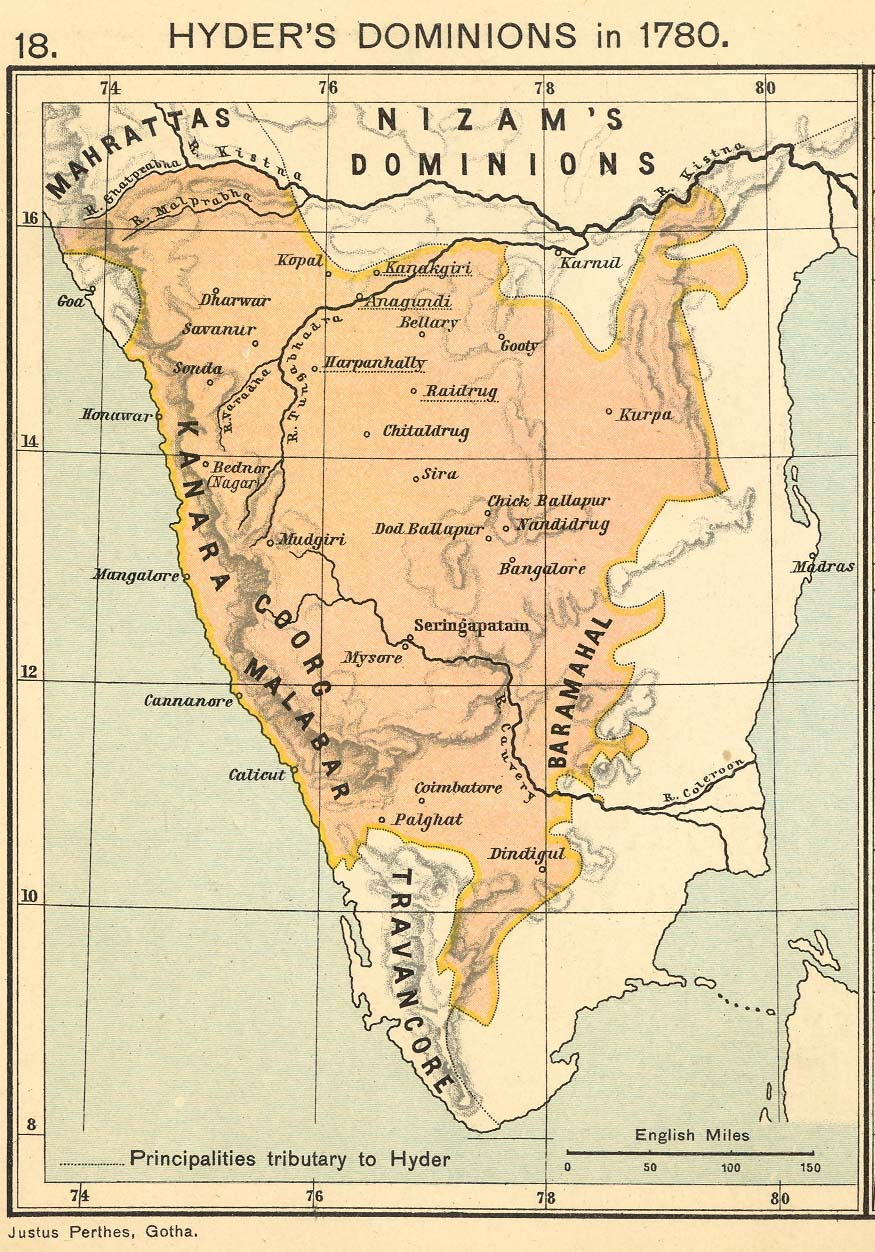
1780年のマイソール王国の領土。ハイダル・アリーは一代でヴィジャヤナガル王国の旧領に相当する地域を王国の版図とした

さらに、ハイダル・アリーはマイソール王国の領土の拡大を目指し、マイソール王国の周辺諸国に軍事遠征を行った。すでに、18世紀後半までに王国は内陸交通網が発達し、国内外の都市や町との間で多くの物資が流通していたが、彼はアラビア海に面する領土の重要性を理解していた。
1763年3月 、ハイダル・アリーはケラディ・ナーヤカ朝を滅ぼしたが、この領土の征服は重要なものだった。この王朝の領土であったカナラ地方は胡椒やキンマなどの商品作物の栽培と輸出でにぎわい、その首都ビダヌールはアラビア海に面した海港と陸上交易路で結ばれた商業上重要都市でもあった。内陸国家として発展してきたマイソール王国にとっては、海側に面した領土を手に入れることで他国との貿易や使節の派遣を可能にした。
ハイダル・アリーはビダヌールをハイダルナガル（ハイダルナガラ、現ナガラ）と改称し、王国の首都シュリーランガパトナとは別の自身の拠点として重視した。 1764年、彼は王国の県知事らを招集したが、その集合地はハイダルナガルであった。同地には貨幣鋳造所が設けられ、ハイダル・アリーの名を冠したハイダリー・パゴダという金貨が鋳造された。
18世紀後半までに王国内の綿布産業をはじめとする産業は一定の発達を見せていたが、ハイダル・アリーはこれら産業をさらに活性化させようとし、養蚕や絹織産業の育成、軍事面の両方で力を入れた。シュリーランガパッタナやバンガロールなどの拠点にはそれら官営の作業場を増設し、軍が使用する銃や大砲の一部の製造を官営作業場で製造した。
また、ハイダル・アリーはケーララ地方にも侵略し、1766年にはザモリンのカリカットを落とし、1767年初頭にはトラヴァンコール王国に侵入し、急速に南インドに領土を拡大した（マイソール王国のケーララ侵攻）。
ハイダル・アリーは軍事的に従わせた小規模なナーヤカに対しては、貢納と軍事力提供によって存続を認めることもあった。とはいえ、ナーヤカが軍役などで死亡した際には、その支配領域は順次王国の行政企画に組み込まれた。
このように、マイソール王国は南インドにおいて最も強勢を誇ったが、当時第三次カーナティック戦争終結後に南インドにおいて優位だったイギリスとの対立を不可避にした。一方、ハイダル・アリーもまたフランスとの同盟を利用し、軍事顧問を受けいれてイギリスに対抗しうる援助を得て、軍事的な近代化を目指した。
また、デカンのマラーター王国やニザーム王国なども、マイソール王国の南インドにおける進出を脅威とみるようになった。

### マラーター王国との戦い

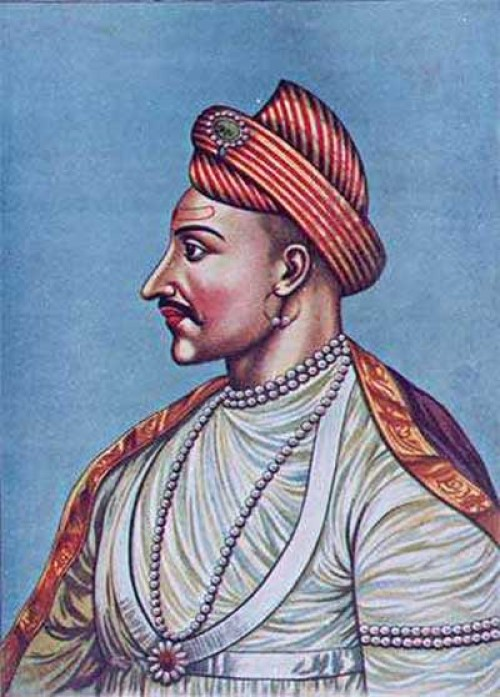
マーダヴ・ラーオ

1764年1月、ハイダル・アリーはトゥンガバドラー川を越えてマラーター領に侵攻し、マラーター王国宰相マーダヴ・ラーオはこの動きを見て、同年2月に大軍を率いてマイソール王国へと遠征に向かった。
だが、この遠征に援助としてきていたその叔父ラグナート・ラーオは単独でマイソール王国と講和を結んだため、1765年3月30日に王国宰相マーダヴ・ラーオは和議を結び、貢納金350万ルピーを取って引き上げた。
しかし、1766年11月にマーダヴ・ラーオは再びマイソール王国へ遠征を行い、1767年3月4日にはマドゥギリを攻略し、5月に彼は帰還した。
この2度にわたる遠征により、マイソール王国の勢力拡大に一応の歯止めをかけられたが、ハイダル・アリーの領土拡大の野望は尽きなかった。

### 第一次マイソール戦争と勝利

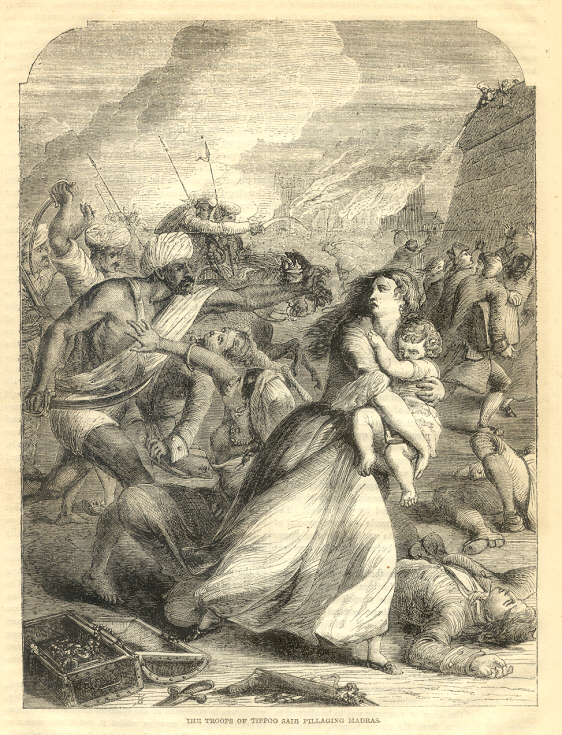
マドラスを襲うマイソール軍

ハイダル・アリーは以前より、カルナータカ太守のムハンマド・アリー・ハーンがイギリスと同盟してマドラスを使用させていることに不満であり、かねてからの対立も燻っていた。
そして、1767年8月、マイソール王国はニザーム王国との同盟締結後、カルナータカ地方政権の領土に侵入し、 第一次マイソール戦争（アングロ・マイソール戦争）が勃発した。
イギリスはカルナータカ地方政権とともに戦ったが、マイソール王国も近代化のために力をつけており、1769年3月末にハイダル・アリーは自ら軍を率いてマドラスを包囲し、同年4月3日にマドラス条約を結んで一時停戦した。
一方、ニザーム王国は戦争中にイギリスの圧迫を受けるようになり、1768年2月23日に新たな友好条約を結ばされることとなった。

### 戦争後の動向

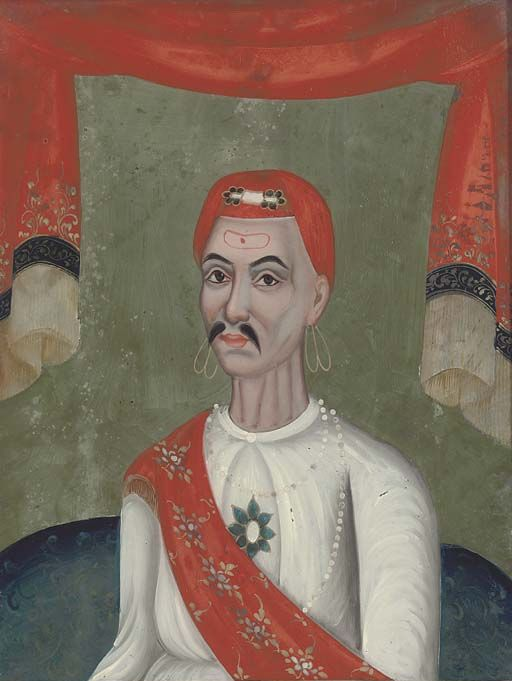
ナーナー・ファドナヴィース

第一次マイソール戦争終結後、ハイダル・アリーは再び北へと軍を進めたため、マラーター王国と衝突するところとなった。
1770年1月、ハイダル・アリーを征討するためにマラーター軍がマイソール王国に侵入し、1771年3月に首都シュリーランガパトナを包囲されるなど窮地に立たされた。だが、宰相マーダヴ・ラーオの病状悪化もあり、1772年6月に和睦が成立した。
同年11月、かねてから病状の悪化していたマラーター王国宰相マーダヴ・ラーオが死に、それ以降宰相位をめぐってマラーター王国が混乱すると、ハイダル・アリーは対外遠征を再開した。デカン高原南部のマラーター王国の領土に侵攻して、1776年3月15日にはマラーター諸侯ゴールパデー家の拠点グッティを占拠した。
また、ゴールパデー家の領土ダッタワードやガジェーンドラガドなどには、マイソール側の知事としてファテー・アリー・ハーンが任命された。これにより、マラーター王国の財務大臣ナーナー・ファドナヴィースは兵を派遣し、マイソール側と全面的に争った。
だが、1777年1月8日にマイソール側がダーラヴァーダ付近の会戦でマラーター軍に勝利するなど、マラーター側は分が悪かった。そのうえ、1778年3月に第一次マラーター戦争中にイギリスがラグナート・ラーオに援軍を送ると、ナーナー・ファドナヴィースは兵を引き返した。
これにより、ハイダル・アリーはカルナータカ地方の制圧に乗り出し、1779年3月にチトラドゥルガ・ナーヤカ朝を、5月27日 にカダパのナワーブを滅ぼし、更なる領土を獲得した。
また、1774年にマイソール王国はケーララ地方のコーチン王国とトラヴァンコール王国に家臣として貢ぐように勧め、1776年8月までにコーチン王国の北部を占領するなど、1770年代を通してマラバール側にもマイソール王国の領土を拡大した。
ハイダル・アリーはその間、トルコのオスマン帝国、イランのザンド朝、アラビア半島のオマーンなどと使節を交わしている。このことから、ハイダル・アリーがとても外交手腕に優れた人物だったことがわかる。

### 第二次マイソール戦争と死

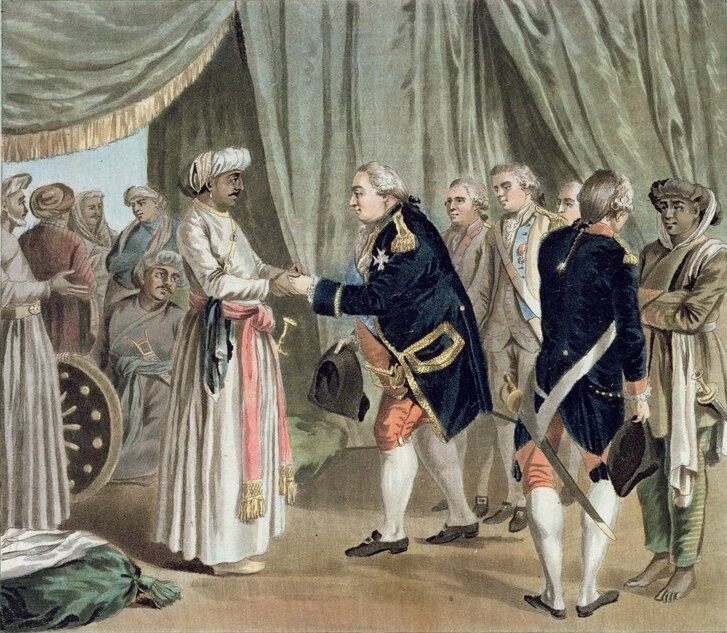
シュフランと面会するハイダル・アリー（1782年7月26日）

1779年、イギリスがフランスからケーララ地方の都市マーヒを奪うと、軍事的にも重要だったこの地が奪われたことで、南インドにおけるイギリスの脅威が増し、マイソール王国との対立が再燃した。
一方、第一次マラーター戦争は依然といて続いており、ラグナート・ラーオとの戦いで不利になったナーナー・ファドナヴィースは、1780年2月7日にマイソールのハイダル・アリーと反英で同盟するところとなった。
ハイダル・アリーはマラーター王国、ニザーム王国と同盟し、1780年5月28日にイギリスの領土に攻め入り（第二次マイソール戦争）、8月にマドラスを包囲し、11月3日にはアルコットを占領した。
1781年7月1日、ハイダル・アリー率いるマイソール軍はポルト・ノヴォで、アイル・クートが率いるイギリス軍に敗北したが（ポルト・ノヴォの戦い）、彼はその軍事的才能によって戦況を覆すことに成功した。

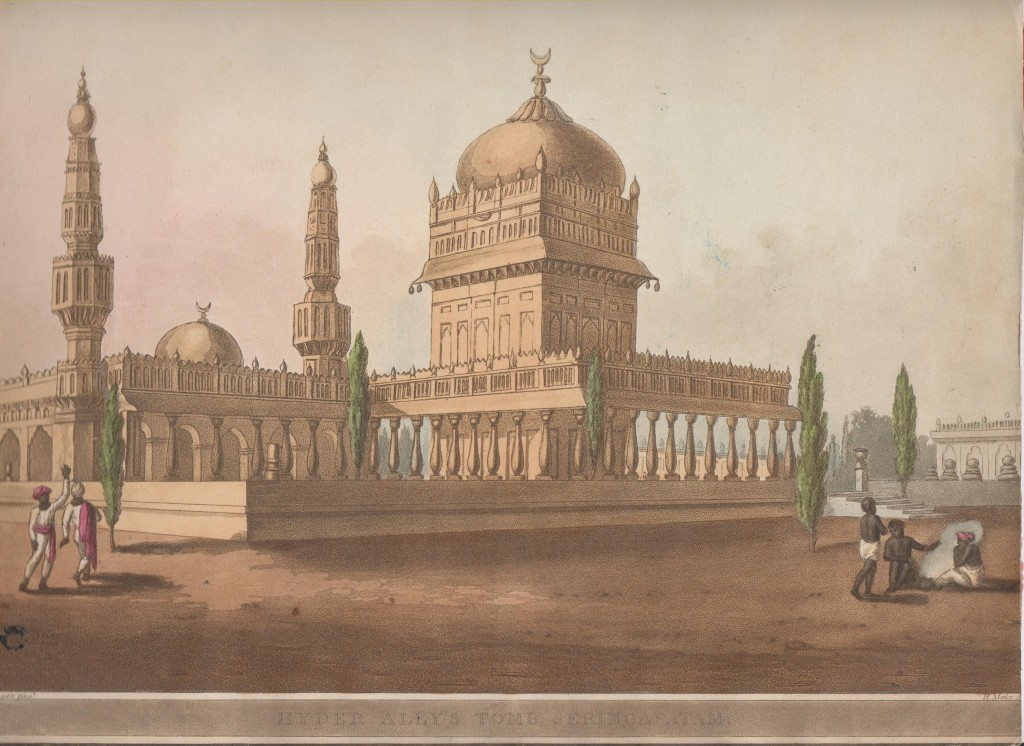
ハイダル・アリー廟

だが、1782年5月、ナーナー・ファドナヴィースはイギリスとの講和条約サールバイ条約の締結を承認し、第一次マラーター戦争を終わらせた。これはマイソール王国との盟約を破ることであったが、ハイダル・アリーは第二次マイソール戦争を続行した。
そうしたなか、同年12月7日 、ハイダル・アリーは第二次マイソール戦争中にアーンドラ地方、チットゥール付近ナラシンガラーヤンペートの陣営で死亡した。60歳前半ぐらいだったという。ここに、戦いに生き続けたハイダル・アリーの生涯は幕を閉じた。

## 死後のマイソール王国

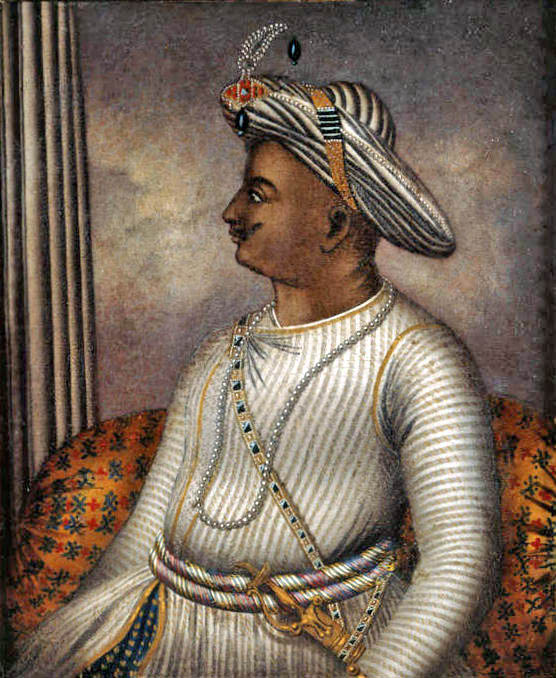
ティプー・スルターン

ハイダル・アリーの死後、その息子ティプー・スルターンが新たなマイソール王国の支配者としての地位を世襲した。それはマイソール王にも認められたものであった。
ティプー・スルターンもまた父同様に有能な人物であり、その武勇から「マイソールの虎」とも呼ばれ、第二次マイソール戦争をイギリス相手に有利に戦い、1784年3月11日にマンガロール条約を結んで戦争を終わらせた。
しかし、1789年末からの第三次マイソール戦争では、イギリス、マラーター、ニザームの連合軍に王国内深くまで進攻され、1792年3月に結ばれた講和条約シュリーランガパトナ条約が結ばれたのち、王国の領土の半分は同盟に割譲しなければならなかった。
そして、1799年5月に第四次マイソール戦争でティプー・スルターンが死亡し、マイソール王国が降伏し、全土がイギリスの支配下に置かれた。彼の遺体はイギリスによって国葬で葬儀され、まもなくハイダル・アリーの壮麗な廟の中で眠ることとなった。
マイソール・スルターン朝は廃絶され、ヒンドゥーの旧王家であるオデヤ朝が復活し、幼王クリシュナ・ラージャ3世が即位した。また、軍事保護条約が締結され、同国はマイソール藩王国となった。

## 王国の中央集権化

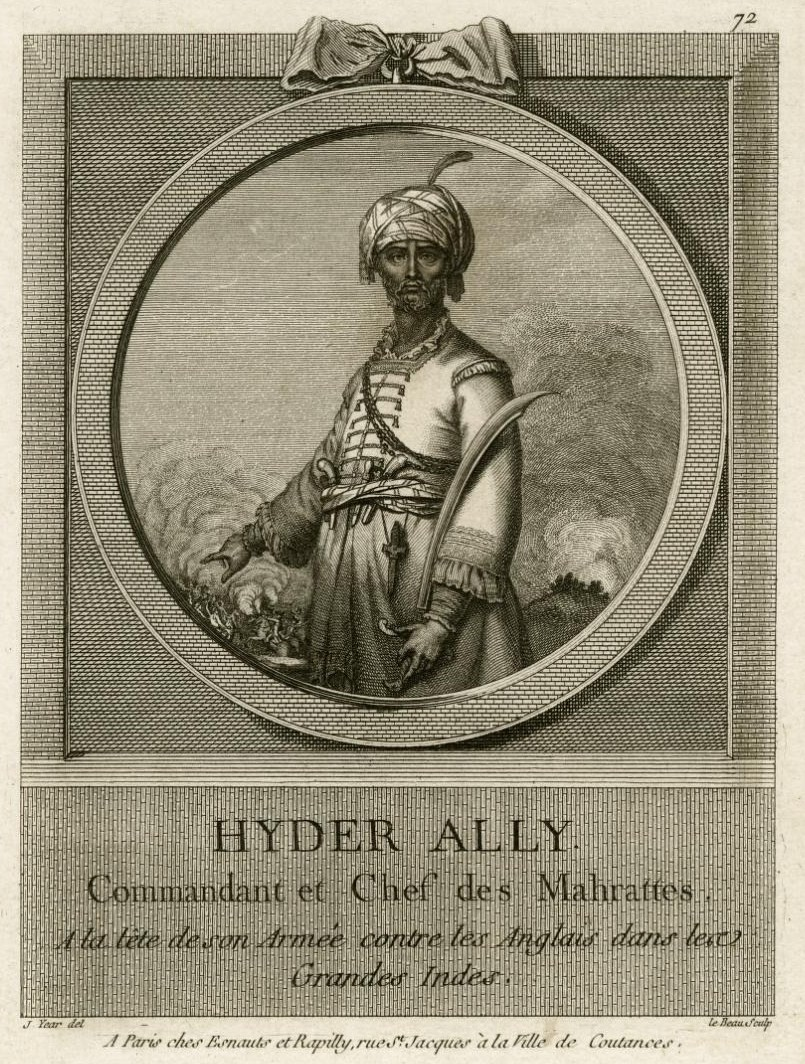
ハイダル・アリー

ハイダル・アリーは軍を行政機構の中央集権化を進め、ザミーンダールといった領主層による徴税請負制を徐々に廃し、国家による直接徴税を行い、税収の増加を目指そうとした。
まず、ハイダル・アリーが全権を掌握したのち、王国の領土は州・県・郡・村の四つの行政区分に分けられ、中央政府が定額給与を支払う役人らが任命されることとなった。なかでも、県知事は徴税面など地方統治の全般において重責を担った。また、ハイダル・アリーは数年おきに県知事とその補佐役である書記を招集し、県における徴税の実態を確認し、その業務における不正防止に努めた。
徴税行政を中央集権化するため、先述したようなザミーンダールなどといった領主らの廃止は特に重要だった。郷や村といったレベルでは、これらの世襲的な在地役人が多くおり、18世紀にカンナダ地方では、彼らは統治機構の末端を徴税などで担うかわり、報酬として徴収税の一定割合および村における免税地などの権益を保証されていた。
ハイダル・アリーはこれら在地の世襲役人らの職権を徐々に縮小・廃止し、代わりに定額給与を受け取る国家の役人らを任命した。彼の時代には、一部地域においては在地役人らの世襲が存在したが、息子のティプー・スルターンの時代には原則として廃止となった。
こうした厳格な中央集権化の結果、マイソール王国の財政は他国が羨むほどにまで潤ったばかりか、常時6万人もの軍隊を抱えることが出来た。

## 軍の近代化・西洋化

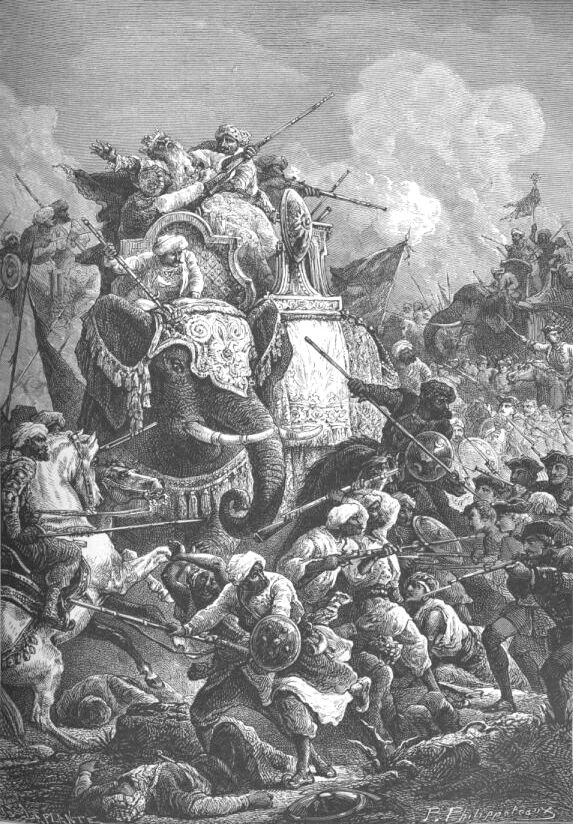
第二次カーナティック戦争（アンワールッディーン・ハーンが銃で撃たれて死亡している）

ハイダル・アリーはカーナティック戦争に参戦した経験から、優れた火器を持つ歩兵を中心とした英仏軍の優秀性を見て、軍の近代化および西洋化を進める必要性を認識していた。
また、戦乱の時代である18世紀のインドにおいては、軍の整備及び強化はもはや必然だった。デカンおよび南インドの諸国は、英仏どちらかの軍事顧問を自国に招聘し、西洋諸国の先進的な軍事技術あるいは戦術を取り入れ、強力な武器弾薬を持つ西欧式軍隊を組織していた。
ハイダル・アリーは西洋式の軍事訓練を認め、自ら指揮する軍団に導入したばかりか、 1755年にフランスの助力の下でディンディガルに近代的な兵器工場を建設した。彼はは実権を掌握する1761年より以前から、混血も含んだインド在住のポルトガル人を外国人部隊として雇っていたが、彼はこれにフランスの軍事顧問と将校らも加え、マイソール軍の中核をなす部隊を組織した。
また、ハイダル・アリーはこのほかにも、多数の正規部隊と非正規部隊を組織したが、その中にはムスリムに改宗させた孤児や部族民などを集めたチェーラと呼ばれる親衛隊もあった。これらの部隊の兵士らに支払われる給料は、基本的に現金によるものであった。
先述におけるマイソール戦争での勝利も、これらの軍政改革によるものが大きかった。
また、軍の近代化は莫大な費用が掛かるものだったが、それを可能にしたのは先述の税制面における改革が大きかった。
また、1763年にカナラ地方の併合に成功すると、マンガロールの港に造船所を建設し、相当数の艦隊を持つようになった。この艦隊は第2次マイソール戦争で甚大な被害を被り、その後再建されることはなかった。